# باركارينا
باركارينا هي بلدية في البرازيل، تتبع بارا، بلغ عدد سكانها 118٫537  نسمة، في 2016، تبلغ مساحتها 1٬310 كيلومتر مربع.